# Victim Of The City
"Victim Of The City" er en sang skrevet af det danske elektro-rock-band Dúné. Det er første single fra gruppens andet studiealbum Enter Metropolis fra 2009. "Victim Of The City" udkom som single den 2. juni 2009. Selve albummet blev udgivet i Europa den 14. august samme år, mens det blev tilgængelig i Danmark den 29. august.

## Historie
Singlen udkom som en såkaldt "dobbelt A-side single", med nummeret Heat som andet nummer på udgivelsen. Dette betyder at begge numre tæller lige meget, som da The Beatles udgav deres "Penny Lane/Strawberry Fields Forever" single i februar 1967. Dúné havde valgt denne fremgangsmåde, da bandet ville promovere "Victim Of The City" i Danmark, mens "Heat" skulle have mere opmærksomhed i Tyskland.
Victim Of The City indeholder to vokaler, da den normale forsanger Matt Kolstrup har fået selskab ved mikrofonen af guitarist Cecilie Dyrberg.
Nummeret blev genudgivet på EP'en Leaving Metropolis fra maj 2010, hvor James Kayn lavede et remix på 6:40 minutter.
Musikvideoen til sangen er instrueret af Casper Balslev, og havde premiere den 25. juni 2009.

## Produktion
Sangen blev ligesom resten af Enter Metropolis indspillet i Hansen Studios i Ribe. 

### Personel

#### Musikere
- Sang: Mattias Kolstrup og Cecilie Dyrberg
- Kor: Ole Björn Sørensen og Piotrek Wasilewski
- Keyboards: Ole Björn Sørensen
- Synthesizer: Cecilie Dyrberg og Ole Björn Sørensen
- Guitar: Cecilie Dyrberg, Danny Jungslund og Simon Troelsgaard
- El bas: Piotrek Wasilewski
- Synthesizer bas: Piotrek Wasilewski
- Trommer: Malte Aarup-Sørensen
- Tambourin: Martin Pagaard Wolf

#### Produktion
- Producer: Mark Wills, Dan Hougesen og Dúné
- Masteringtekniker: Tom Coyne
- Komponist: Mattias Kolstrup, Ole Björn Sørensen, Cecilie Dyrberg, Danny Jungslund, Simon Troelsgaard, Piotrek Wasilewski og Malte Aarup-Sørensen
- Tekst/forfatter: Mattias Kolstrup[5]